# Волковский сельский округ (Рузский район)
Волковский сельский округ — упразднённая административно-территориальная единица, существовавшая на территории Рузского района Московской области в 1994—2006 годах.
Волковский сельсовет был образован в первые годы советской власти. По данным 1919 года он входил в состав Орешковской волости Рузского уезда Московской губернии.
27 февраля 1922 года Орешковская волость была передана в Можайский уезд.
В 1927 году из Волковского сельского совета был выделен Табловский с/с.
В 1926 году Волковский сельский совет включал деревни Волково, Воскресенки, Песочная, Подпорино и Таблово, а также посёлок Волково.
В 1929 году Волковский сельский совет был отнесён к Рузскому району Московского округа Московской области. При этом к нему был присоединён Табловский сельский совет.
28 декабря 1951 года к Волковскому сельскому совету были присоединены селения Александровка, Бабино, Дроздово, Дуброво, Ельники и Ремяница упразднённого Ремяницинского сельский совет. Одновременно из Волковского сельского совета в Хотебцовский сельский совет были переданы селения Воскресенки и Таблово.
14 июня 1954 года к Волковскому сельскому совету были присоединены Борзецовский и Михайловский сельские советы.
31 июля 1959 года к Волковскому сельскому совету был присоединён Хотебцовский сельский совет.
1 февраля 1963 года Рузский район был упразднён и Волковский сельский совет вошёл в Можайский сельский район. 11 января 1965 года Волковский сельский совет был возвращён в восстановленный Рузский район.
2 августа 1967 года из Волковского сельского совета в Ивановский сельский совет были переданы селения Копцево, Леньково, Накипелово, Покров, Ракитино, Шорново и посёлок Севводстроя.
30 мая 1978 года в Волковском сельском совете были упразднены селения Бабино, Косино и Папино.
23 июня 1988 года в Волковском сельском совете была упразднена деревня Дуброво.
3 февраля 1994 года Волковский сельский совет был преобразован в Волковский сельский округ.
18 мая 2002 года в Волковском сельском округе была восстановлена деревня Бабино.
13 ноября 2003 года в Волковском сельском округе к деревне Бабино был присоединён посёлок Котовского лесничества.
В ходе муниципальной реформы 2004—2005 годов Волковский сельский округ прекратил своё существование как муниципальная единица. При этом все его населённые пункты были переданы в сельское поселение Волковское.
29 ноября 2006 года Волковский сельский округ исключён из учётных данных административно-территориальных и территориальных единиц Московской области.